# Aeugst am Albis
Aeugst am Albis este un oraș în Elveția.